# 1867 en Lorraine
Chronologie de la Lorraine
- 1863
- 1864
- 1865
- 1866
- 1867
- 1868
- 1869
- 1870
- 1871

Cette page est une liste d'événements qui se sont produits durant l'année 1867 en Lorraine.

## Événements

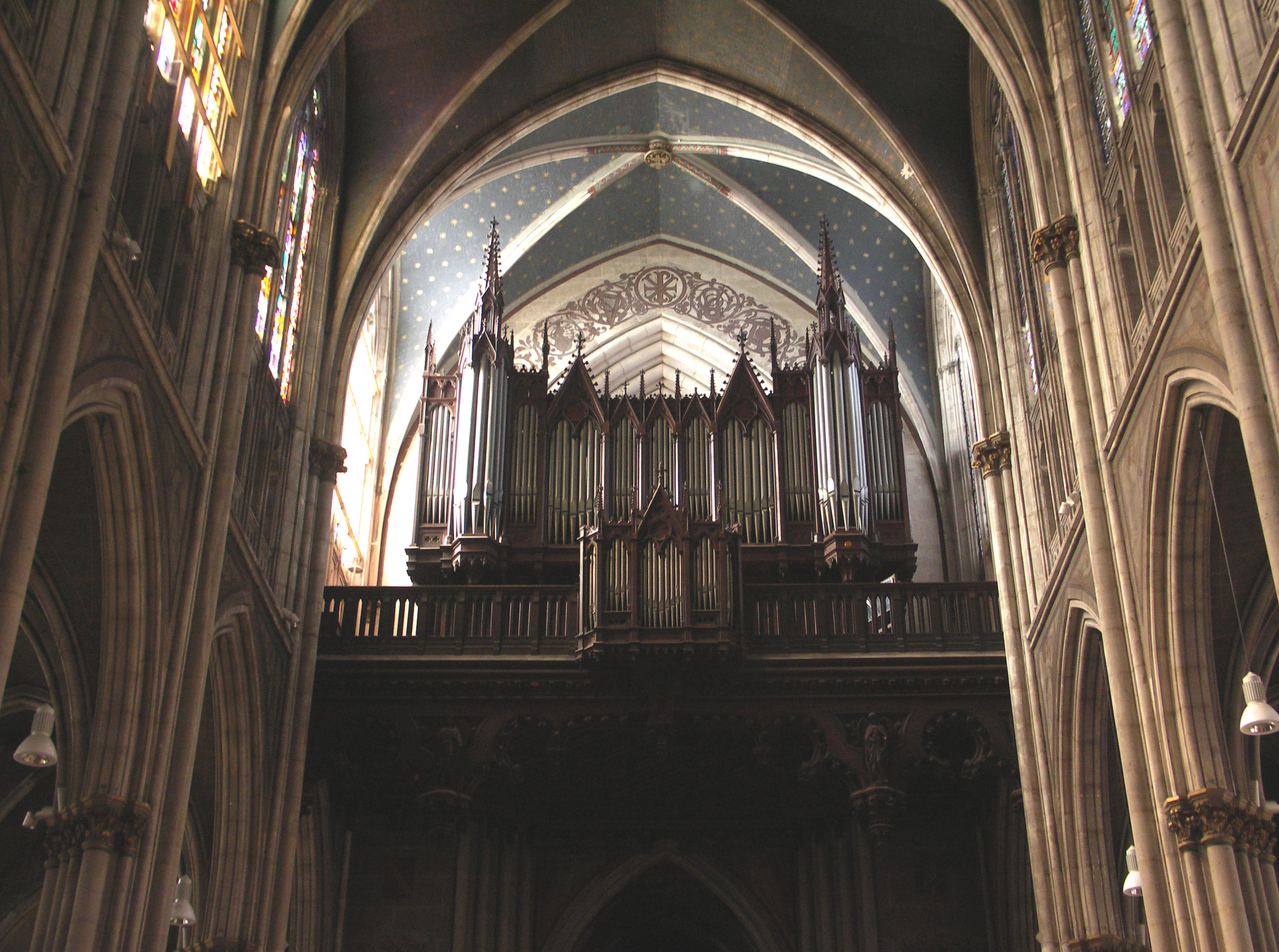
Grand orgue Merklin-Schütze de la basilique Saint-Epvre de Nancy

Stéphen Liégeard

- Création à Verdun d'un fourneau économique où l'on vent à bas prix des aliments pour tenter de remédier à la situation misérable d'une partie de la population [1]
- Fondation de la Brasserie Rauch Frères (Brasserie de Baccarat), rue de Humbépaire[2].
- Inauguration de la ligne de chemin de fer qui relie Valenciennes  et  Thionville via Mézières et  Longwy  [3].

- 24 mars, est élu député de la Moselle : Stéphen Liégeard, gendre de Joseph Labbé, maître de forges
- L'excellence du grand-orgue de la basilique Saint-Epvre de Nancy, reconnue lors de sa présentation à l'Exposition Universelle de Paris en 1867, vaut à Joseph Merklin le titre de Chevalier de la Légion d'Honneur.

## Naissances

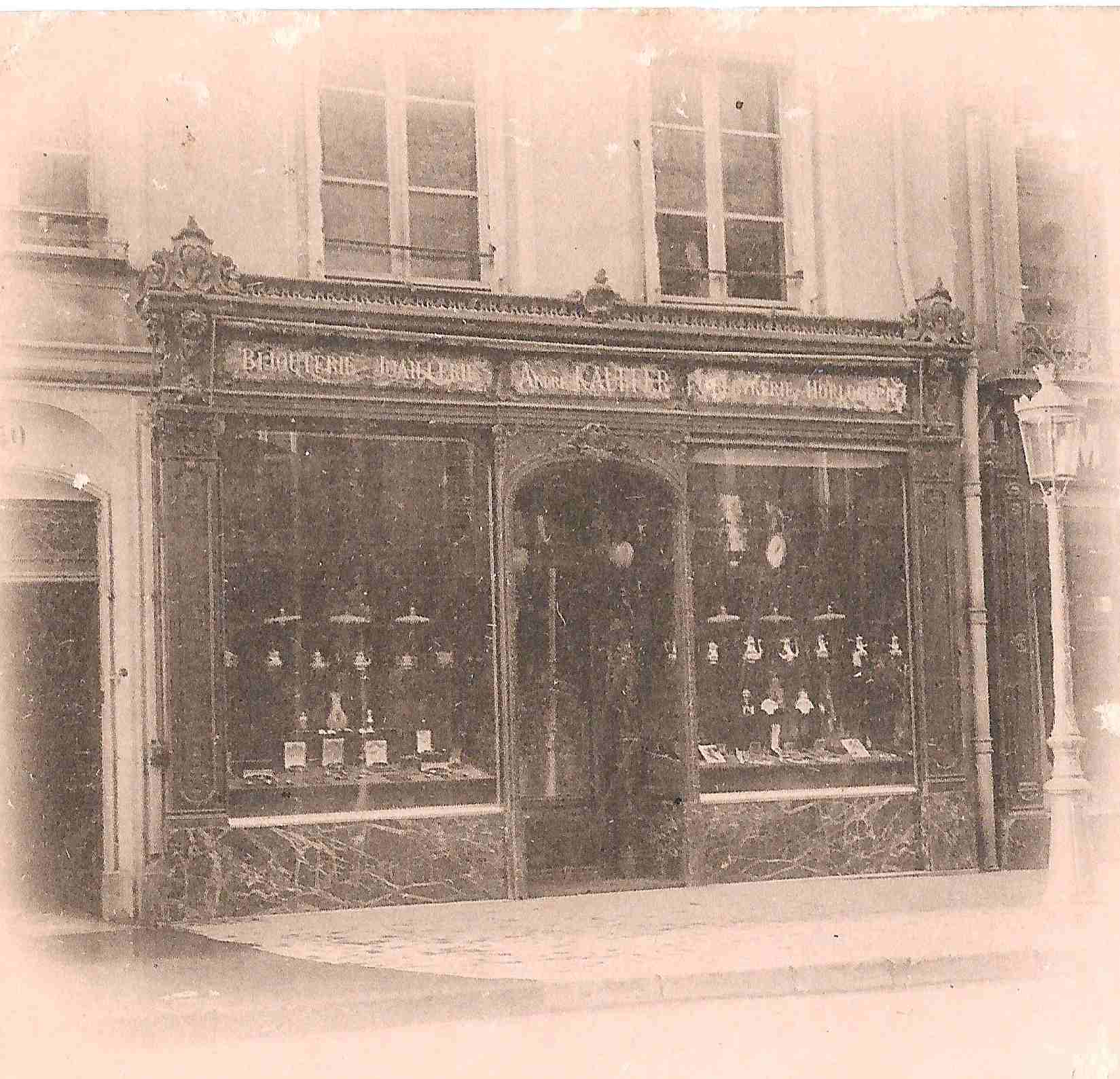
Bijouterie A. Kauffer 40 rue Saint-Dizier à Nancy (carte postale de 1901)

- 31 janvier à Thionville : Alphons Victor Müller[4], mort à Rome le 14 février 1930, religieux et historien allemand[5].
- 26 février à Nancy : Jean-Baptiste Eugène Corbin (1867 - 1952), entrepreneur et homme d'affaires français qui développa de manière considérable le modeste bazar familial pour en faire une chaîne de grands magasins. Sa fortune et son goût personnel lui ont permis parallèlement de devenir un artiste amateur, un important collectionneur d'art, un sportif et un mécène majeur du mouvement Art nouveau de l'École de Nancy.
- 12 mars à Metz : Michel Thiria, maître-verrier français. Il a travaillé en Lorraine de 1887 à 1938.
- 19 mars à Ars-sur-Moselle : Joseph Émile Mangin, mort le 11 novembre 1941 à Uzer, général français.
- 24 mars à Nancy : Albert Leclère, philosophe français mort à Berne le 17 décembre 1920[6]. Ses travaux portaient principalement sur les rapports entre religion et philosophie.
- 5 mai à Metz : Charles de Lardemelle (mort à Paris en 1935) , général français ayant participé à la Première Guerre mondiale.
- 24 juillet à Nancy : André Kauffer, mort en 1937 à Nancy, orfèvre-joaillier de l'École de Nancy.
- 16 août à Lunéville : Paul-Émile Colin, mort le 28 octobre 1949 à Bourg-la-Reine, graveur et peintre français.
- 13 septembre à Saint-Maurice-sur-Moselle : Jean-Joseph Saroïhandy, mort le 24 juin 1932 à Courbevoie[7],[8], professeur d'espagnol et philologue français.
- 19 octobre à Bussang : Maurice Pottecher, homme de théâtre[9], écrivain et poète français, mort le 16 avril 1960 à Fontenay-sous-Bois.
- 31 octobre à Verdun : Paul Henri Prosper Blondiaux, décédé à Annecy le 15 septembre 1941, officier et explorateur français.
- 15 novembre à Erstroff : Claude Eugène Méderlet, décédé le 12 décembre 1934 à Pallikonda (Inde), prêtre salésien français, archevêque catholique de Madras du 3 juillet 1928 à sa mort, le 12 décembre 1934.
- 10 décembre à Lorry-lès-Metz : François Xavier Roussel, dit Ker-Xavier Roussel, mort le 6 juin 1944 à L'Étang-la-Ville, peintre et graveur français.

## Décès
- 28 février : Barthélémy Bompard, né le 1er septembre 1784 à Châtenois dans les Vosges, homme politique français.